# 代西讷-沙尔皮约
代西讷-沙尔皮约（法語：Décines-Charpieu，法語發音：[desin ʃaʁpjø] ⓘ）是法国里昂大都会的一个市镇，属于里昂区。

## 地理
代西讷-沙尔皮约（45°46'7"N, 4°57'32"E）面积17.01 平方千米，位于法国奥弗涅-罗讷-阿尔卑斯大区里昂大都会，后者为法国的一个特殊地位集体，自2015年脱离罗讷省成立，位于法国中东部，中心城市为里昂。
与代西讷-沙尔皮约接壤的市镇（或旧市镇、城区）包括：米里贝勒、沃昂沃兰、沙雪、梅济约。
代西讷-沙尔皮约的时区为UTC+01:00、UTC+02:00（夏令时）。

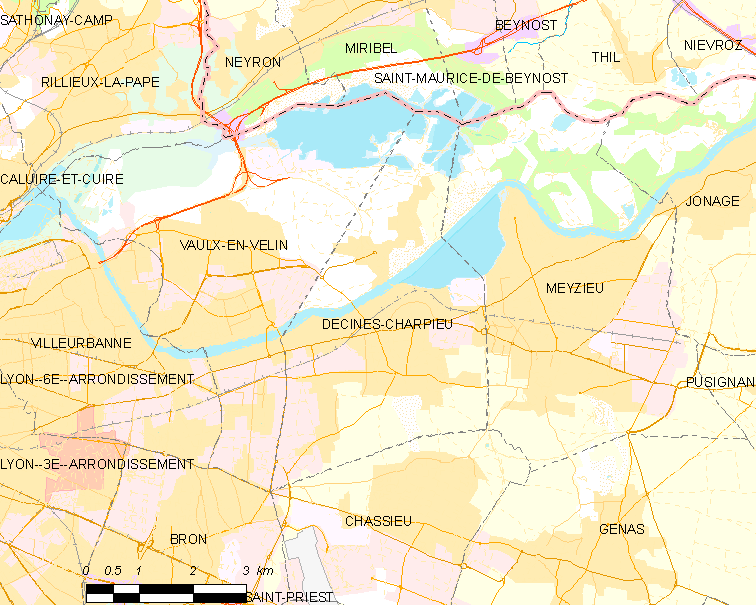
代西讷-沙尔皮约的OSM定位图

## 行政
代西讷-沙尔皮约的邮政编码为69150，INSEE市镇编码为69275。

## 政治
代西讷-沙尔皮约的现任市长为洛朗丝·福特拉（Laurence Fautra）女士，任期为2020-2026年。

## 人口

1962-2008年间代西讷-沙尔皮约人口变化图示

代西讷-沙尔皮约于2022年1月1日时的人口数量为29905人。